# Sveriges damlandskamper i fotboll 2012
Sveriges damlandskamper i fotboll 2012 innehåller bland annat Algarve Cup i Portugal och ett antal träningsmatcher.

## Matcher
|       | 17 januari | Norge | 0–2           | Sverige                   | La Manga Club                                                      |                                                                    |
| 15:00 | 15:00      |       | (0–1) Rapport | Fischer 20′ Göransson 85′ | La Manga, Spanien Publik: 30 Domare: José Gallego Gombin (Spanien) | La Manga, Spanien Publik: 30 Domare: José Gallego Gombin (Spanien) |
| 15:00 | 15:00      |       |               |                           | La Manga, Spanien Publik: 30 Domare: José Gallego Gombin (Spanien) | La Manga, Spanien Publik: 30 Domare: José Gallego Gombin (Spanien) |
| 15:00 | 15:00      |       |               |                           | La Manga, Spanien Publik: 30 Domare: José Gallego Gombin (Spanien) | La Manga, Spanien Publik: 30 Domare: José Gallego Gombin (Spanien) |

|       | 29 februari | Sverige       | 1–0           | Kina | Estádio Municipal                                                             |                                                                               |
| 16:00 | 16:00       | Göransson 83′ | (0–0) Rapport |      | Vila Real de Santo António, Portugal Publik: 207 Domare: Margaret Domka (USA) | Vila Real de Santo António, Portugal Publik: 207 Domare: Margaret Domka (USA) |
| 16:00 | 16:00       |               |               |      | Vila Real de Santo António, Portugal Publik: 207 Domare: Margaret Domka (USA) | Vila Real de Santo António, Portugal Publik: 207 Domare: Margaret Domka (USA) |
| 16:00 | 16:00       |               |               |      | Vila Real de Santo António, Portugal Publik: 207 Domare: Margaret Domka (USA) | Vila Real de Santo António, Portugal Publik: 207 Domare: Margaret Domka (USA) |

|       | 2 mars | Island                 | 1–4           | Sverige                                     | Parque Desportiva da Nora                                        |                                                                  |
| 13:30 | 13:30  | Lárusdóttir 19′ (str.) | (1–4) Rapport | Schelin 1′ Göransson 12', 37′ Landström 32′ | Ferreiras, Portugal Publik: 150 Domare: Morag Pirieg (Skottland) | Ferreiras, Portugal Publik: 150 Domare: Morag Pirieg (Skottland) |
| 13:30 | 13:30  |                        |               |                                             | Ferreiras, Portugal Publik: 150 Domare: Morag Pirieg (Skottland) | Ferreiras, Portugal Publik: 150 Domare: Morag Pirieg (Skottland) |
| 13:30 | 13:30  |                        |               |                                             | Ferreiras, Portugal Publik: 150 Domare: Morag Pirieg (Skottland) | Ferreiras, Portugal Publik: 150 Domare: Morag Pirieg (Skottland) |

|       | 5 mars | Sverige | 0–4           | Tyskland                                  | Estádio Municipal Bela Vista                        |                                                     |
| 15:30 | 15:30  |         | (0–2) Rapport | Okoyino da Mbabi 23', 30', 64′ Popp 90+2′ | Parchal, Portugal Domare: Carina Vitulano (Italien) | Parchal, Portugal Domare: Carina Vitulano (Italien) |
| 15:30 | 15:30  |         |               |                                           | Parchal, Portugal Domare: Carina Vitulano (Italien) | Parchal, Portugal Domare: Carina Vitulano (Italien) |
| 15:30 | 15:30  |         |               |                                           | Parchal, Portugal Domare: Carina Vitulano (Italien) | Parchal, Portugal Domare: Carina Vitulano (Italien) |

|       | 7 mars | Sverige | 0–4           | USA                             | Estádio Municipal Bela Vista                                  |                                                               |
| 11:00 | 11:00  |         | (0–3) Rapport | Morgan 4', 36', 71′ Wambach 37′ | Parchal, Portugal Publik: 400 Domare: Morag Pirie (Skottland) | Parchal, Portugal Publik: 400 Domare: Morag Pirie (Skottland) |
| 11:00 | 11:00  |         |               |                                 | Parchal, Portugal Publik: 400 Domare: Morag Pirie (Skottland) | Parchal, Portugal Publik: 400 Domare: Morag Pirie (Skottland) |
| 11:00 | 11:00  |         |               |                                 | Parchal, Portugal Publik: 400 Domare: Morag Pirie (Skottland) | Parchal, Portugal Publik: 400 Domare: Morag Pirie (Skottland) |

|       | 31 mars | Sverige                          | 3–1           | Kanada      | Malmö Stadion                                                   |                                                                 |
| 14:00 | 14:00   | Seger 7′ Schelin 53′ Asllani 78′ | (1–0) Rapport | Schmidt 87′ | Malmö, Sverige Publik: 2 073 Domare: Christina Pedersen (Norge) | Malmö, Sverige Publik: 2 073 Domare: Christina Pedersen (Norge) |
| 14:00 | 14:00   |                                  |               |             | Malmö, Sverige Publik: 2 073 Domare: Christina Pedersen (Norge) | Malmö, Sverige Publik: 2 073 Domare: Christina Pedersen (Norge) |
| 14:00 | 14:00   |                                  |               |             | Malmö, Sverige Publik: 2 073 Domare: Christina Pedersen (Norge) | Malmö, Sverige Publik: 2 073 Domare: Christina Pedersen (Norge) |

|       | 26 maj | Skottland           | 1–4           | Sverige                             | Starks Park                                                        |                                                                    |
| 15:00 | 15:00  | Little 45+1′ (str.) | (1–2) Rapport | Schelin 13', 25′ Jakobsson 52', 67′ | Kirkcaldy, Skottland Publik: 1 184 Domare: Morag Pirie (Skottland) | Kirkcaldy, Skottland Publik: 1 184 Domare: Morag Pirie (Skottland) |
| 15:00 | 15:00  |                     |               |                                     | Kirkcaldy, Skottland Publik: 1 184 Domare: Morag Pirie (Skottland) | Kirkcaldy, Skottland Publik: 1 184 Domare: Morag Pirie (Skottland) |
| 15:00 | 15:00  |                     |               |                                     | Kirkcaldy, Skottland Publik: 1 184 Domare: Morag Pirie (Skottland) | Kirkcaldy, Skottland Publik: 1 184 Domare: Morag Pirie (Skottland) |

|       | 16 juni | Sverige     | 1–3           | USA                             | Örjans Vall                                                      |                                                                  |
| 16:00 | 16:00   | Schelin 35′ | (1–2) Rapport | Wambach 8′ Morgan 22′ Heath 56′ | Halmstad, Sverige Publik: 2 752 Domare: Teodora Albon (Rumänien) | Halmstad, Sverige Publik: 2 752 Domare: Teodora Albon (Rumänien) |
| 16:00 | 16:00   |             |               |                                 | Halmstad, Sverige Publik: 2 752 Domare: Teodora Albon (Rumänien) | Halmstad, Sverige Publik: 2 752 Domare: Teodora Albon (Rumänien) |
| 16:00 | 16:00   |             |               |                                 | Halmstad, Sverige Publik: 2 752 Domare: Teodora Albon (Rumänien) | Halmstad, Sverige Publik: 2 752 Domare: Teodora Albon (Rumänien) |

|       | 20 juni | Sverige | 0–1           | Japan        | Gamla Ullevi                                                          |                                                                       |
| 19:15 | 19:15   |         | (0–1) Rapport | Nagasato 27′ | Göteborg, Sverige Publik: 5 183 Domare: Alexandra Ihringova (England) | Göteborg, Sverige Publik: 5 183 Domare: Alexandra Ihringova (England) |
| 19:15 | 19:15   |         |               |              | Göteborg, Sverige Publik: 5 183 Domare: Alexandra Ihringova (England) | Göteborg, Sverige Publik: 5 183 Domare: Alexandra Ihringova (England) |
| 19:15 | 19:15   |         |               |              | Göteborg, Sverige Publik: 5 183 Domare: Alexandra Ihringova (England) | Göteborg, Sverige Publik: 5 183 Domare: Alexandra Ihringova (England) |

|       | 20 juli | Storbritannien | 0–0           | Sverige | Riverside Stadium                                             |                                                               |
| 16:00 | 16:00   |                | (0–0) Rapport |         | Middlesbrough, England Domare: Florence Guillemin (Frankrike) | Middlesbrough, England Domare: Florence Guillemin (Frankrike) |
| 16:00 | 16:00   |                |               |         | Middlesbrough, England Domare: Florence Guillemin (Frankrike) | Middlesbrough, England Domare: Florence Guillemin (Frankrike) |
| 16:00 | 16:00   |                |               |         | Middlesbrough, England Domare: Florence Guillemin (Frankrike) | Middlesbrough, England Domare: Florence Guillemin (Frankrike) |

|       | 25 juli | Sverige                                   | 4–1           | Sydafrika  | Ricoh Arena                                                           |                                                                       |
| 19:45 | 19:45   | Fischer 7′ Dahlkvist 20′ Schelin 21', 63′ | (3–0) Rapport | Modise 60′ | Coventry, England Publik: 18 290 Domare: Jessica Di Iorio (Argentina) | Coventry, England Publik: 18 290 Domare: Jessica Di Iorio (Argentina) |
| 19:45 | 19:45   |                                           |               |            | Coventry, England Publik: 18 290 Domare: Jessica Di Iorio (Argentina) | Coventry, England Publik: 18 290 Domare: Jessica Di Iorio (Argentina) |
| 19:45 | 19:45   |                                           |               |            | Coventry, England Publik: 18 290 Domare: Jessica Di Iorio (Argentina) | Coventry, England Publik: 18 290 Domare: Jessica Di Iorio (Argentina) |

|       | 28 juli | Japan | 0–0           | Sverige | Ricoh Arena                                                          |                                                                      |
| 12:00 | 12:00   |       | (0–0) Rapport |         | Coventry, England Publik: 14 160 Domare: Quetzalli Alvarado (Mexiko) | Coventry, England Publik: 14 160 Domare: Quetzalli Alvarado (Mexiko) |
| 12:00 | 12:00   |       |               |         | Coventry, England Publik: 14 160 Domare: Quetzalli Alvarado (Mexiko) | Coventry, England Publik: 14 160 Domare: Quetzalli Alvarado (Mexiko) |
| 12:00 | 12:00   |       |               |         | Coventry, England Publik: 14 160 Domare: Quetzalli Alvarado (Mexiko) | Coventry, England Publik: 14 160 Domare: Quetzalli Alvarado (Mexiko) |

|       | 31 juli | Kanada            | 2–2           | Sverige                       | St James' Park                                                   |                                                                  |
| 14:30 | 14:30   | Tancredi 44', 84′ | (1–2) Rapport | Hammarström 14′ Jakobsson 16′ | Newcastle, England Publik: 12 719 Domare: Eun Ah Hong (Sydkorea) | Newcastle, England Publik: 12 719 Domare: Eun Ah Hong (Sydkorea) |
| 14:30 | 14:30   |                   |               |                               | Newcastle, England Publik: 12 719 Domare: Eun Ah Hong (Sydkorea) | Newcastle, England Publik: 12 719 Domare: Eun Ah Hong (Sydkorea) |
| 14:30 | 14:30   |                   |               |                               | Newcastle, England Publik: 12 719 Domare: Eun Ah Hong (Sydkorea) | Newcastle, England Publik: 12 719 Domare: Eun Ah Hong (Sydkorea) |

|       | 3 augusti | Sverige     | 1–2           | Frankrike              | Hampden Park                                               |                                                            |
| 12:00 | 12:00     | Fischer 18′ | (1–2) Rapport | Georges 29′ Renard 39′ | Glasgow, Skottland Publik: 12 869 Domare: Kari Seitz (USA) | Glasgow, Skottland Publik: 12 869 Domare: Kari Seitz (USA) |
| 12:00 | 12:00     |             |               |                        | Glasgow, Skottland Publik: 12 869 Domare: Kari Seitz (USA) | Glasgow, Skottland Publik: 12 869 Domare: Kari Seitz (USA) |
| 12:00 | 12:00     |             |               |                        | Glasgow, Skottland Publik: 12 869 Domare: Kari Seitz (USA) | Glasgow, Skottland Publik: 12 869 Domare: Kari Seitz (USA) |

|       | 15 september | Sverige                        | 2–1           | Nederländerna  | Gamla Ullevi                                                |                                                             |
| 15:00 | 15:00        | Schelin 52′ (str.) Asllani 66′ | (0–1) Rapport | Hoogendijk 35′ | Göteborg, Sverige Publik: 1 265 Domare: Rhona Daly (Irland) | Göteborg, Sverige Publik: 1 265 Domare: Rhona Daly (Irland) |
| 15:00 | 15:00        |                                |               |                | Göteborg, Sverige Publik: 1 265 Domare: Rhona Daly (Irland) | Göteborg, Sverige Publik: 1 265 Domare: Rhona Daly (Irland) |
| 15:00 | 15:00        |                                |               |                | Göteborg, Sverige Publik: 1 265 Domare: Rhona Daly (Irland) | Göteborg, Sverige Publik: 1 265 Domare: Rhona Daly (Irland) |

|       | 23 oktober | Sverige                                | 3–0           | Schweiz | Myresjöhus Arena                                               |                                                                |
| 19:00 | 19:00      | Jakobsson 1′ Asllani 46′ Göransson 77′ | (1–0) Rapport |         | Växjö, Sverige Publik: 4 905 Domare: Lina Lehtovaara (Finland) | Växjö, Sverige Publik: 4 905 Domare: Lina Lehtovaara (Finland) |
| 19:00 | 19:00      |                                        |               |         | Växjö, Sverige Publik: 4 905 Domare: Lina Lehtovaara (Finland) | Växjö, Sverige Publik: 4 905 Domare: Lina Lehtovaara (Finland) |
| 19:00 | 19:00      |                                        |               |         | Växjö, Sverige Publik: 4 905 Domare: Lina Lehtovaara (Finland) | Växjö, Sverige Publik: 4 905 Domare: Lina Lehtovaara (Finland) |

## Sveriges målgörare 2012
| 8 mål - Lotta Schelin | 5 mål - Antonia Göransson | 4 mål - Sofia Jakobsson | 3 mål - Nilla Fischer - Kosovare Asllani | 1 mål - Lisa Dahlkvist - Marie Hammarström - Jessica Landström - Caroline Seger |